# Садыкова, Зайнаб Садыковна
Зайнаб Садыковна Садыкова (Садыйкова) (1921—1977) — советская работница сельского хозяйства, организатор производства, Герой Социалистического Труда.

## Биография
Родилась 9 января 1921 года в деревне Большие Ширданы Зеленодольского района Татарской АССР в крестьянской семье.
Окончила Северо-Нурлатскую вечернюю среднюю школу и начала трудовую деятельность, став председателем сельсовета в родной деревне. Через некоторое время на Садыкову был донос о краже колхозного зерна и ей был вынесен приговор в 10 лет заключения. Однако это обвинение было снято как необоснованное, и Зайнаб предложили работать в органах МВД. Переучившись, она стала работать оперуполномоченным в селе Северный Нурлат Зеленодольского района. За десять лет работы в органах выросла в звании до капитана милиции, была награждена медалью «За отличную службу по охране общественного порядка». А когда в СССР развернулось движение тридцатитысячников — она была направлена на подъем сельского хозяйства — стала председателем отстающего колхоза им. Вахитова Зеленодольского района. Выведя за короткое время колхоз в передовые по району и Татарской АССР, была удостоена в 1960 году ордена Ленина. Не единожды была с колхозом на ВДНХ СССР. А еще через шесть лет Зайнаб Садыковна была удостоена звания Героя Социалистического Труда.
Осенью 1967 года Садыкова была переведена на должность директора откормсовхоза «Зеленодольский», который тоже был выведен ею в передовое хозяйство. Наряду с производственной деятельностью занималась и общественной — избиралась депутатом районного Совета народных депутатов и Верховного Совета ТАССР.
Умерла Зайнаб Садыковна Садыкова в 1977 году.

## Награды
- В 1966 году З. С. Садыковой было присвоено звание Героя Социалистического Труда с вручением ордена Ленина (за стабильно высокие показатели сельскохозяйственного производства).
- Также была награждена вторым орденом Ленина и медалями.